# Blaža Klemenčič
Blaža Klemenčič (ur. 11 marca 1980 w Selcy) – słoweńska kolarka górska, dwukrotna medalistka mistrzostw świata i czterokrotna medalistka mistrzostw Europy MTB.

## Kariera
Największy sukces w karierze Blaža Klemenčič osiągnęła w 2005 roku, kiedy zdobyła srebrny medal w maratonie MTB podczas mistrzostw świata w maratonie MTB w Lillehammer. W zawodach tych wyprzedziła ją jedynie Norweżka Gunn-Rita Dahle, a trzecie miejsce zajęła Petra Henzi ze Szwajcarii. Na rozgrywanych rok wcześniej mistrzostwach w maratonie MTB w Bad Goisern Słowenka zajęła trzecie miejsce, przegrywając tylko z Dahle oraz Rosjanką Iriną Kalentjewą. Ponadto w 2004 roku została mistrzynią Europy w tej samej konkurencji, a rok później zdobyła brązowy medal. Najlepszy wynik w Pucharze Świata w maratonie osiągnęła w sezonie 2008, w którym zajęła trzecie miejsce w klasyfikacji generalnej, za Finką Pią Sundstedt i Szwajcarką Esther Süss. Startowała także na igrzyskach olimpijskich w Pekinie i igrzyskach w Londynie, ale w obu przypadkach plasowała się na początku trzeciej dziesiątki.